# Лещарка
За село Лещарка в Област Кърджали вижте Лещарка (село).
Лещарката (Tetrastes bonasia) е птица от семейство Тетревови (Tetrainidae). Среща се и в България.

## Физически характеристики
- Дължина на тялото – 38-48 см
- Размах на крилете – 56-60 см
- Тегло – около 350-500 г
- Полов диморфизъм – изразен, мъжкият е по-едър и ярко оцветен.

## Разпространение
Среща се и в България. Предпочита ниските области на планините с гъсти дървета, много храсти, къпинаци и трънки. Предпочита иглолистните борови гори, но също така може да се срещне и в широколистните дъбови. Чувства се най-добре в слънчеви и влажни местности с течаща вода в близост, като например някой горски поток.

## Начин на живот и хранене
Териториални птици. Мъжкият не допуска друг мъжки да навлиза в територията му. Пролет и есен могат да се чуят песните му, с които обявява територията си, за да предупреди другите мъжкари и за да привлече женски.
Храни се със семена, плодове и друга растителна храна, включително отровната беладона. Също така при възможност яде и насекоми и различни безгръбначни.

## Размножаване
- Размножителен период – започва април и тогава мъжките токуват. Качват се на някое по-високо място или клон и започват да издават звуци, подобни на тези на синигерите, удрят с криле и изпълняват типичните за вида ритуали.
- Гнездо – Най-често на земята в близост до ствола на някое дърво, но понякога и на дърво в изоставено гнездо на друга сходна по размер птица.
- Яйца – 8-14 броя, бели с леки петънца.
- Мътене – започва след като е снесено и последното яйце и трае 21-25 дни, мъти само женската. Всеки ден женската на два пъти си взема дълга почивка, за да се нахрани и напои, и през това време покрива яйцата с мъртви листа и друга растителност.
- Отглежда едно люпило годишно. Често и двамата родители се грижат за малките. Малките се излюпват покрити с пух и способни да се придвижват и хранят самостоятелно. В първите си часове се крият в перушината на женската, за да се стоплят. Отначало се хранят предимно с по-меки насекоми и безгръбначни, които търсят по растителността наоколо, но скоро започват да ги търсят и по земята. Бързо се научават да се полузаравят с пръст и растителност. Отначало за разлика от възрастните птици ходят и тичат много бързо и леко. Подобно на другите представители на разред Кокошоподобни и малките лещарки се развиват изключително бързо и още на десетия ден след излюпването си вече опитват да подхвръкват, а на 14-ия вече летят добре. На 30-40 дневна възраст вече могат да бъдат напълно самостоятелни, но остават с майка си до края на третия месец нормално.

Брачният живот на лещарката е много спорен и вариращ според случая. Наблюдавани са както лещарки, живеещи на двойки, така и заинтересованост единствено във връзка с територията на мъжкия. Понякога мъжкият се държи в близост до мътещата женска и я защитава, но понякога е и напълно незаинтересован.

## Допълнителни сведения
Много потайна птица, изключително трудна за наблюдение. В България е застрашен от изчезване вид. Основен неприятел на лещарките са дивата котка и ястребът кокошкар.
В класическата систематика е поставяна в род Bonasia, като Bonasia bonasia, но за официално научно наименование на вида е прието Tetrastes bonasia.

## Списък на подвидовете
- Вид Tetrastes bonasia – Лещарка
  - Подвид Tetrastes bonasia amurensis –
  - Подвид Tetrastes bonasia bonasia —
  - Подвид Tetrastes bonasia griseonotus —
  - Подвид Tetrastes bonasia kolymensis —
  - Подвид Tetrastes bonasia rhenanus —
  - Подвид Tetrastes bonasia rupestris —
  - Подвид Tetrastes bonasia schiebeli —
  - Подвид Tetrastes bonasia sibiricus —
  - Подвид Tetrastes bonasia styriacus —
  - Подвид Tetrastes bonasia vicinitas —
  - Подвид Tetrastes bonasia yamashinai —